# ゲーム・オン!
『ゲーム・オン!』（GAME-ON!）は、小学館が1993年～1996年に刊行していた総合ゲーム雑誌。1993年12月3日に1・2月号として創刊。1996年12月号を最後に休刊。

## 概要
本誌の創刊は、小学館が1988年11月から1994年2月まで刊行していた『月刊PCエンジン』が前身という流れがあり、当時他社のハードの隆盛によりPCエンジン市場に陰りが見えていたことや、1994年にはPC-FX、3DO、PlayStation、セガサターンなどの多数の次世代ゲーム機の発売を控え、新ゲーム雑誌の創刊ラッシュもあったことから、これに危機感を覚えた小学館は、刊行中だったPCエンジン専門誌『月刊PCエンジン』の編集部をそのまま移行させてゲーム総合誌である本誌を1993年12月3日に新創刊する。
誌面構成は、前身である月刊PCエンジンでは左開きの横書きだったが、本誌では右開きの縦書きに変更された。内容もゲームの紹介よりもメーカーとのタイアップ企画の重視路線が取られ、以前より関係の深かったレッドカンパニー（現・レッド・エンタテインメント）の読者参加企画や、スクウェア（現・スクウェア・エニックス）と共同で企画した『ライブ・ア・ライブ』（スーパーファミコン）、BPS（販売）やレッドカンパニー（開発）と共同で企画した『超魔法大陸WOZZ』などの小学館専属の漫画家がキャラクターデザインに関わったゲーム作品の大々的な掲載権を持っていた。また、漫画や小説の連載もあった。1994年末にPlayStationやセガサターンなど次世代ゲーム機の発売後にはこれらのハードの記事の量も増えていくことになる。

## 既存の読者の反発と流出
本誌は『月刊PCエンジン』の編集部をそのまま移行させて製作という形を取ったために、月刊PCエンジンは当時PCエンジン専門誌としてはトップシェアだったにもかかわらず1994年3月号をもって廃刊終了の措置が執られた。創刊後の初年度の本誌記事の半分以上は、当時人気だったスーパーファミコン用ソフトの紹介に割かれたことから、これにより実質的に小学館から刊行される雑誌からPCエンジン関連の記事の量は大幅減となった。この経緯に反感を覚えたPCエンジンユーザーだった既存の読者は本誌へは移行せず、他の刊行中だったPCエンジン専門誌『電撃PCエンジン』（現・『電撃G's magazine』）や『PC Engine FAN』などへの流出という事態を少なからず招いてしまった。